# Ametzola

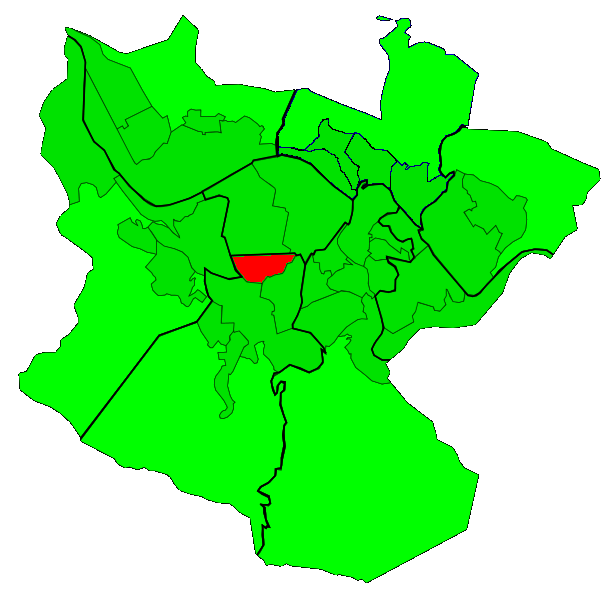
Ubicació d'Ametzola

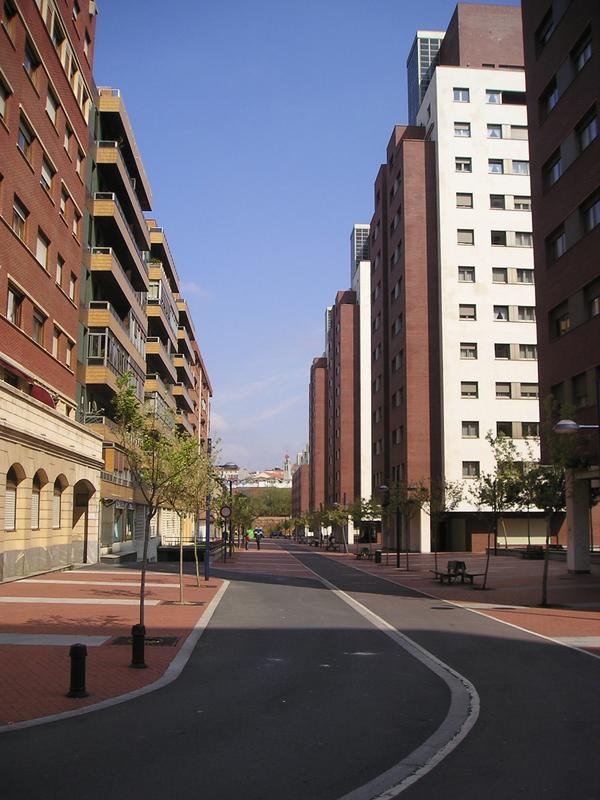
Ametzola

Ametzola (en castellà Amézola) és un barri del districte bilbaí d'Errekalde. Té una superfície de 0,26 kilòmetres quadrats i una població de 12.824 habitants (2006). Limita al nord amb els barris d'Abando i Indautxu, a l'oest amb Basurtu i al sud i est amb Iralabarri i Errekaldeberri.

## Origen
Està dedicat a l'industrial bilbaí José de Amézola y Aspizúa, fundador del Banc de Bilbao i membre del seu consell d'administració fins a la seva mort en 1922. José de Amézola va ser, juntament amb Francisco Villota, el primer medallista olímpic espanyol en obtenir la medalla d'or en Pilota Basca als Jocs Olímpics d'Estiu de 1900 celebrats a París.

## Transports

### Autobús
- Bilbobus:

| Línia | Recorregut                | Freqüència (minuts)                |
| ----- | ------------------------- | ---------------------------------- |
| 27    | Arabella - Betolaza       | 15´                                |
| 57    | Miribilla - Hospital      | 60´ circula de dilluns a divendres |
| 72    | Larrasquitu - Castaños    | 12´                                |
| 76    | Artazu/Xalbador - Moyúa   | 20´                                |
| 77    | Peñascal - Mina del Morro | 12´                                |
| A8    | Amézola - San Justo       | 60´                                |

### Tren
Al pont de Gordóniz, que uneix el barri de La Casilla amb el d'Errekaldeberri hi ha l'estació d'Ametzola, que engloba les següents línies:
- Renfe Rodalies Bilbao
  -  (Bilbao-Abando - Santurtzi)
  -  (Bilbao-Abando - Muskiz)

- FEVE
  - B-1 Bilbao-Concordia - Balmaseda.
  - R-3b Bilbao-Concordia - Carranza.
  - R-3 Bilbao-Concordia - Santander.
  - R-4 Bilbao-Concordia - Lleó o Ferrocarril de La Robla.

### Tramvia
- EuskoTran: Està en projecte fer arribar la línia  del tramvia al barri en els darrers anys.